# Francesco Cocco-Ortu (1842)
Pour les articles homonymes, voir Francesco Cocco-Ortu.
Francesco Cocco-Ortu (Benetutti, 19 octobre 1842 - Rome, 4 mars 1929) était un homme politique italien et député du Royaume.

## Biographie
Francesco Cocco-Ortu a fait des études de droit et a ensuite exercé la profession d'avocat.
Il a été ministre de l'Agriculture, de l'Industrie et du Commerce du royaume d'Italie dans les gouvernements di Rudinì IV et Giolitti III et ministre de la Justice et des Cultes dans le gouvernement Zanardelli. Il a également été maire (Sindaco) de Cagliari en 1883. En 1902, en tant que ministre de la justice, il a signé, avec le Premier ministre Giuseppe Zanardelli, la loi sur le divorce qui a ensuite été rejetée par les tribunaux. En 1906, alors qu'il était ministre de l'Agriculture, de l'Industrie et du Commerce, il a institué le corps des inspecteurs du travail pour lutter contre les phénomènes d'exploitation généralisée dans les premiers temps de l'industrialisation de la période giolitaine.
Après la Première Guerre mondiale, il est membre de la commission du budget et de la vérification des comptes (Giunta generale del bilancio e dei conti consuntivi) du 3 décembre 1919 au 7 avril 1921, ainsi que de la commission de l'intérieur (Giunta per il regolamento interno) de la Chambre des députés entre le 3 décembre 1919 et le 10 décembre 1923. En outre, du 19 mars au 7 avril 1921, il est vice-président de la commission parlementaire d'enquête sur l'organisation et le fonctionnement de l'administration centrale (Commissione parlamentare d'inchiesta sull'ordinamento ed il funzionamento delle amministrazioni centrali).
Président du groupe libéral à la Chambre des députés, lors du vote de confiance au gouvernement Mussolini, il est l'un des rares libéraux à avoir voté non, et démissionne ensuite de son poste. Ce fait est mentionné par Emilio Lussu dans son livre Marcia su Roma e dintorni. En novembre 1924, il rejoint l'Union nationale (Unione Nazionale) de Giovanni Amendola.
L'appartenance à la franc-maçonnerie revendiquée par Luca Irwin Fragale doit être considérée comme fausse et, selon toute probabilité, comme le résultat d'une mauvaise lecture d'un texte de Gianfranco Murtas, La squadra e il compasso (L'équerre et le compas), qui fait simplement référence aux nombreux francs-maçons qui militaient parmi les partisans de Cocco Ortu.

## Sources
- (it) Cet article est partiellement ou en totalité issu de l’article de Wikipédia en italien intitulé « Francesco Cocco-Ortu » (voir la liste des auteurs).